# 远征31
远征31是前往国际空间站的第31次长期考察组活动。2012年4月27日，联盟TMA-22飞船离开国际空间站，标志着这次远征的开始，这艘飞船返回时接回了参与远征30的宇航员。远征31计划持续到2012年7月。

## 航天员
| 职位        | 第一部分 （2012年4月至5月）         | 第二部分 （2012年5月至7月）          |
| ----------- | ----------------------------------- | ------------------------------------ |
| 指令长      | 奥列格·科诺年科，RSA 第二次宇宙飞行 | 奥列格·科诺年科，RSA 第二次宇宙飞行  |
| 飞行工程师1 | 安德烈·凯珀斯，ESA 第二次宇宙飞行   | 安德烈·凯珀斯，ESA 第二次宇宙飞行    |
| 飞行工程师2 | 唐·佩蒂特，NASA 第三次宇宙飞行      | 唐·佩蒂特，NASA 第三次宇宙飞行       |
| 飞行工程师3 |                                     | 约瑟夫·M·阿卡巴，NASA 第二次宇宙飞行 |
| 飞行工程师4 |                                     | 根纳季·帕达尔卡，RSA 第四次宇宙飞行  |
| 飞行工程师5 |                                     | 谢尔盖·列温，RSA 第一次宇宙飞行      |

来源：NASA

## 任务亮点

### 联盟TMA-22的离开
远征31随着2012年4月27日联盟TMA-22飞船的离开而开始。联盟TMA-22成功地将远征30的航天员安东·什卡普列罗夫、阿纳托利·伊瓦尼申和丹尼尔·伯班克送回地球。这以后国际空间站就由科诺年科、凯珀斯和佩蒂特控制，而他们是由联盟TMA-03M于2011年12月23日送上国际空间站的。

### 联盟TMA-04M的到达
远征31的另外三位航天员：阿卡巴、帕达尔卡和勒万由2012年5月15日发射的联盟TMA-04M送至国际空间站，飞船于5月17日4时36分（UTC）与国际空间站对接。

### SpaceX龙飞船的测试任务
SpaceX公司的无人飞船龙飞船在远征31期间与国际空间站进行了一次测试交会，这是NASA商业轨道运输服务项目的一部分，这也是第一艘与国际空间站对接的私人航天。在一系列的延迟过后，龙飞船于2012年5月22日发射，并于25日进行变轨之后与国际空间站成功对接。龙飞船携带了大约544（1,199英磅）的货物，包括食品、衣物、一台笔记本电脑和十五个学生实验的设备。装载了660（1,460英磅）运回地球的货物（包括完成的实验和多余的设备）之后，它于5月31日与空间站分离并返回地球。龙飞船完整地落入太平洋并被成功打捞，使得SpaceX公司使用这种飞船为国际空间站定期运送货物成为可能。

## 相册

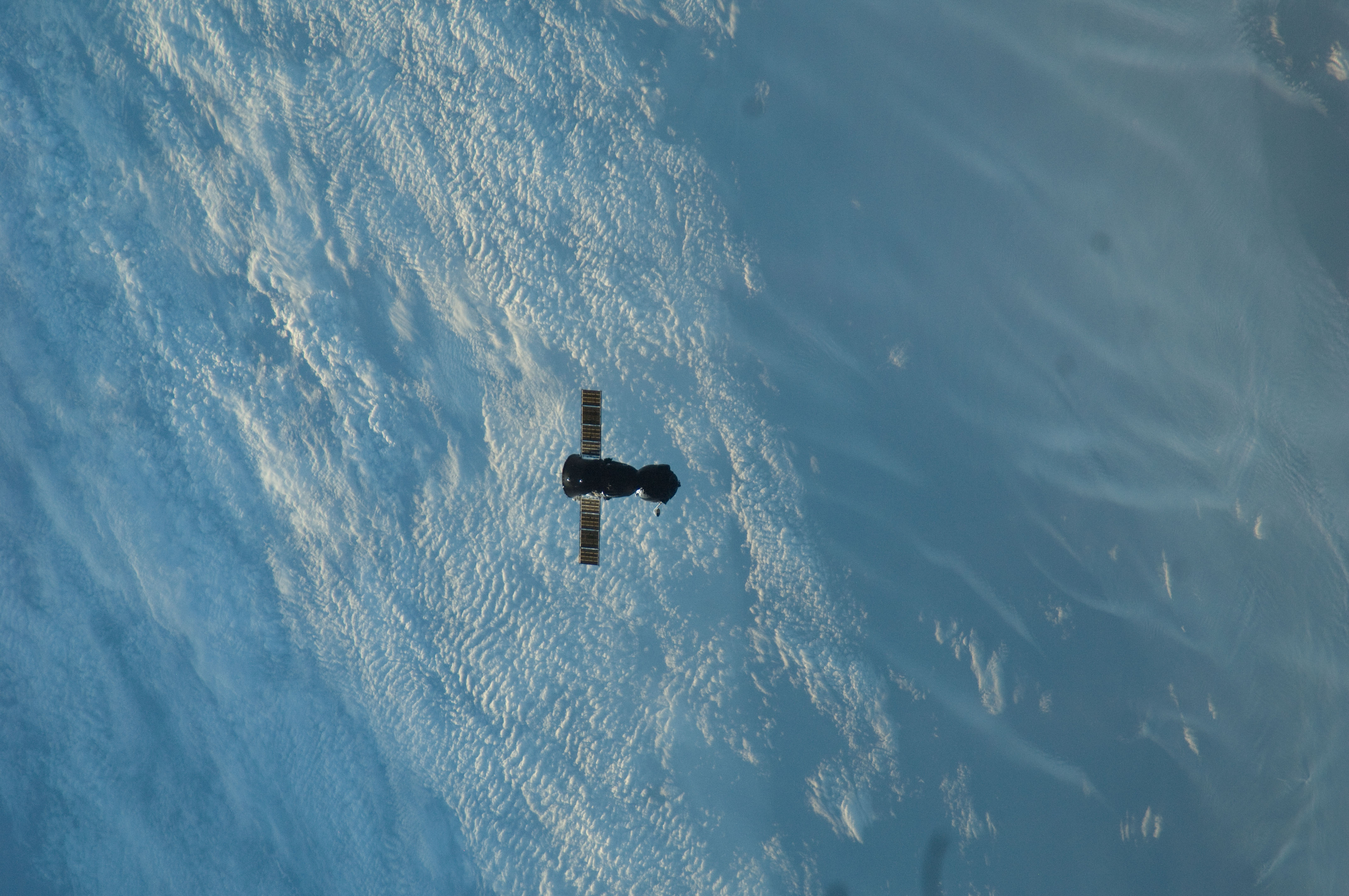
联盟TMA-22于2012年4月27日离开国际空间站，标志着远征31的开始。
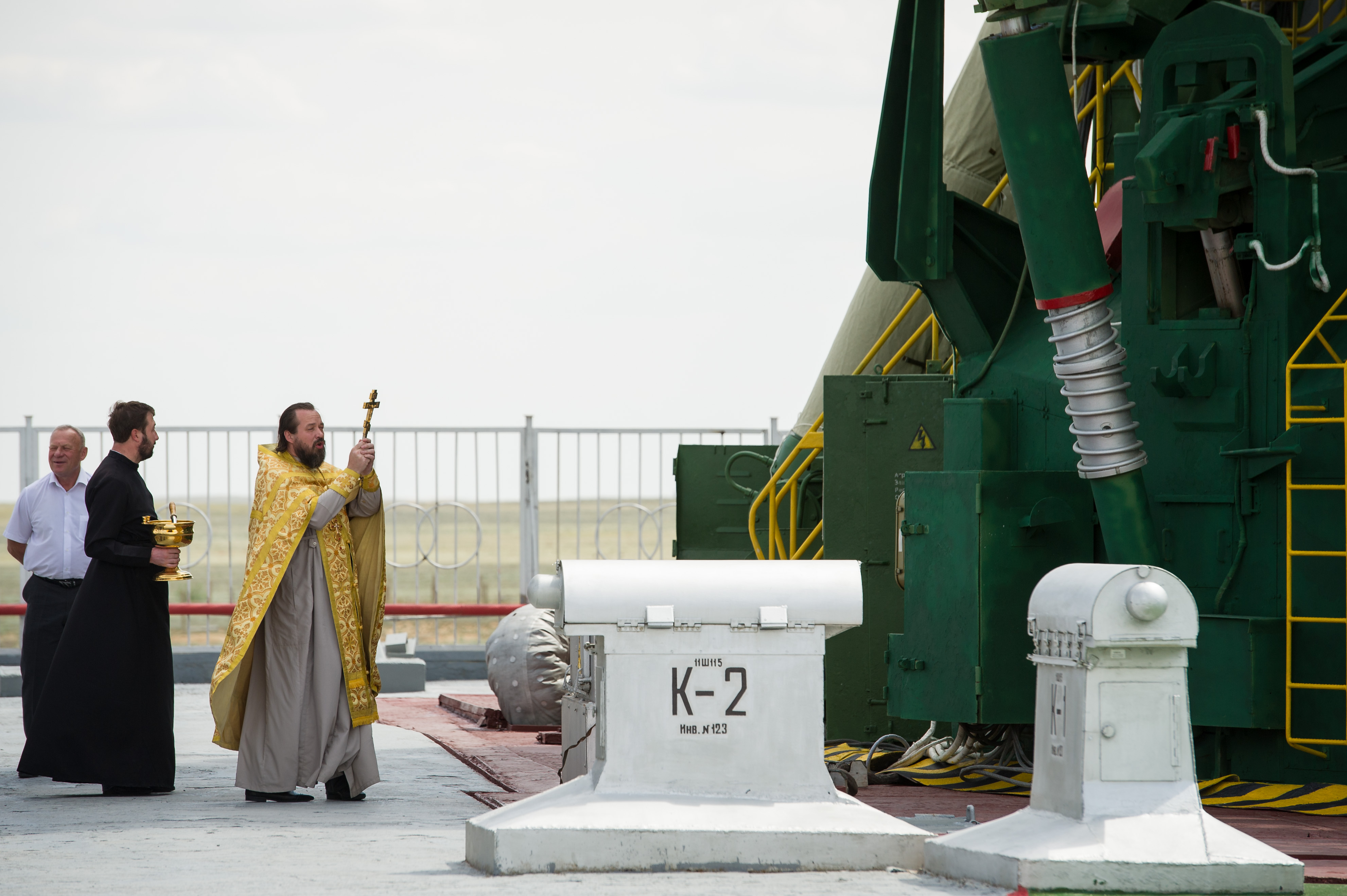
2012年5月14日，俄罗斯东正教牧师为联盟火箭祝福。
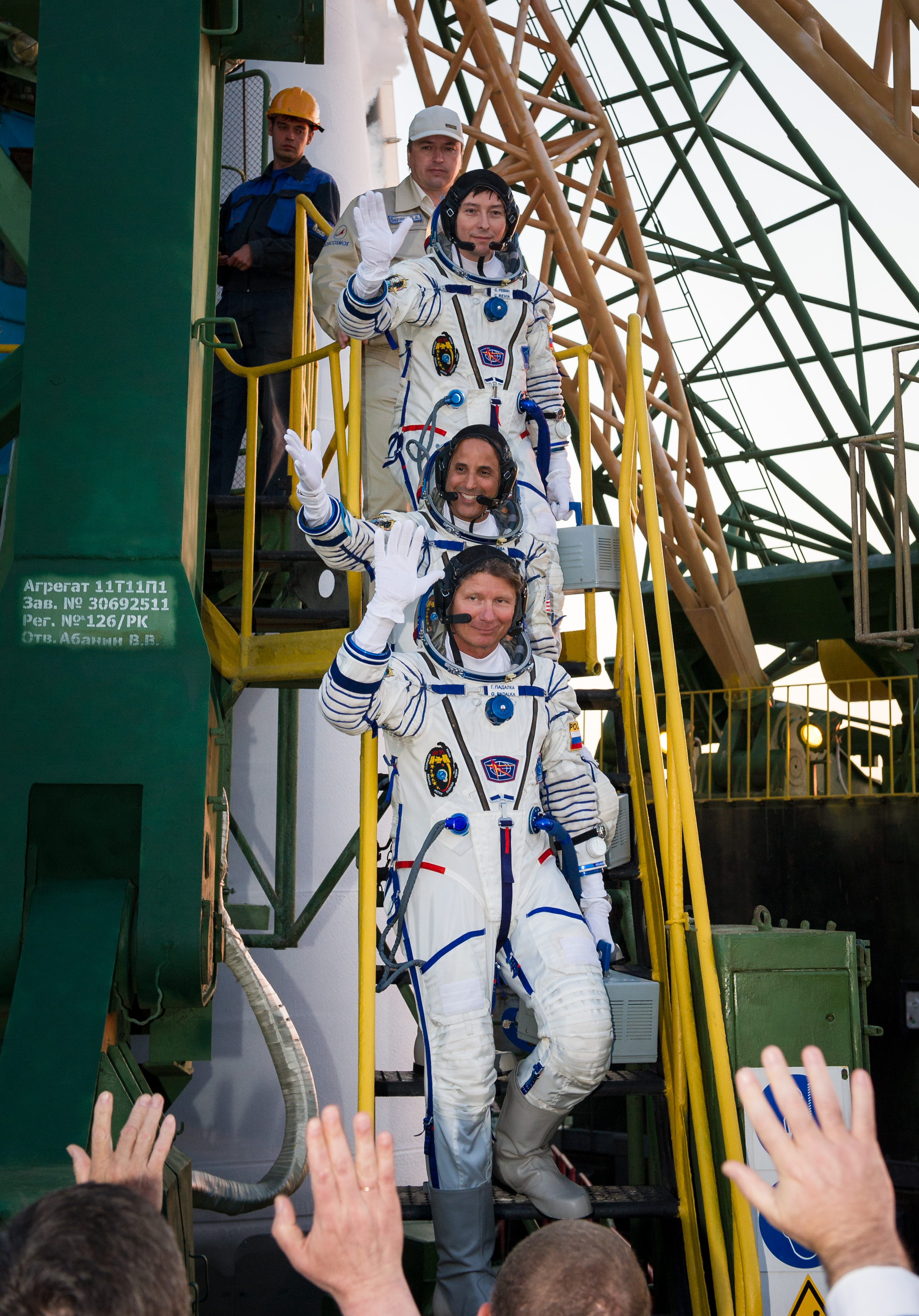
远征31的成员在2012年5月15日发射前向人群告别。
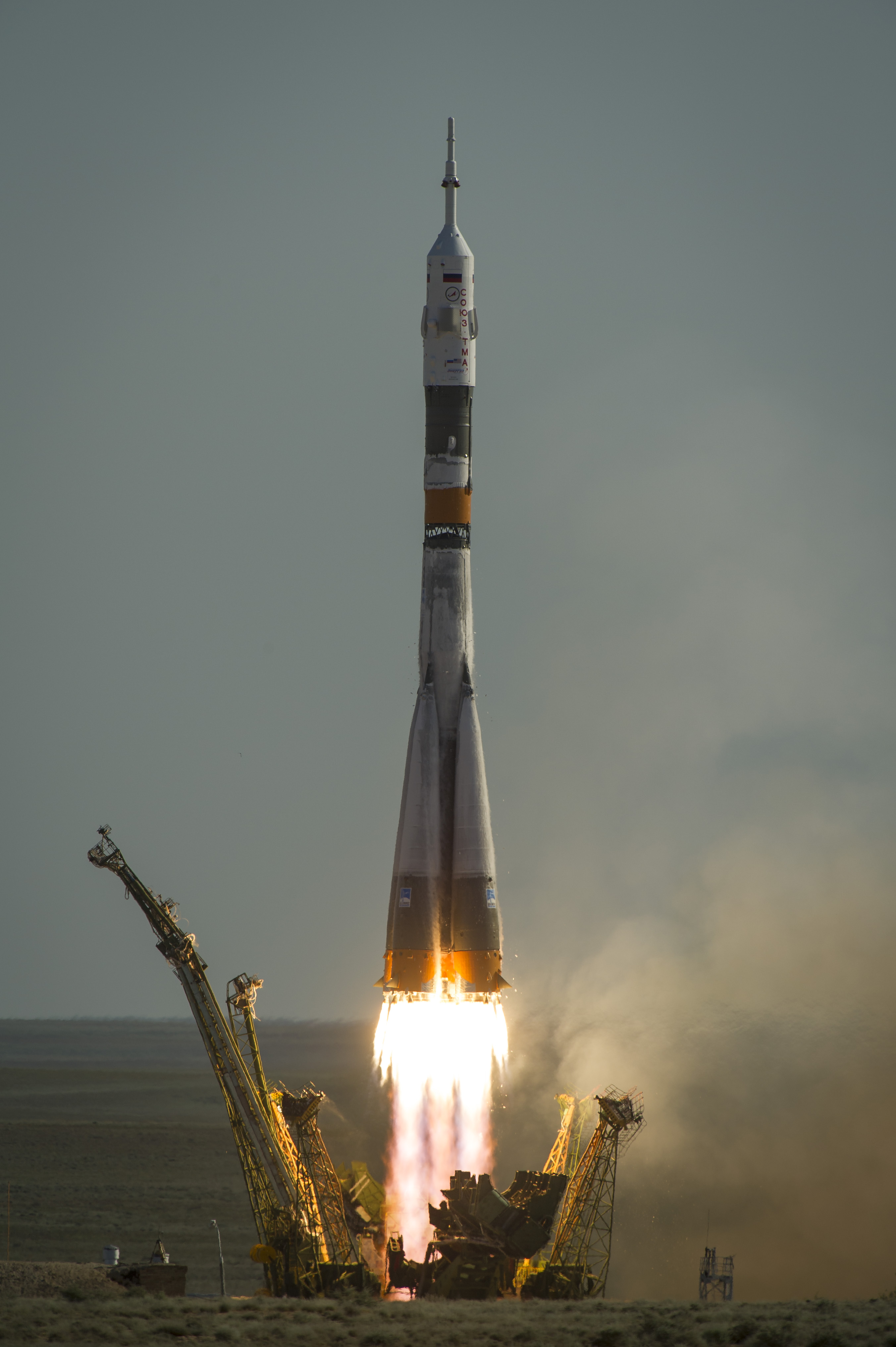
2012年5月15日联盟TMA-04M火箭的发射。
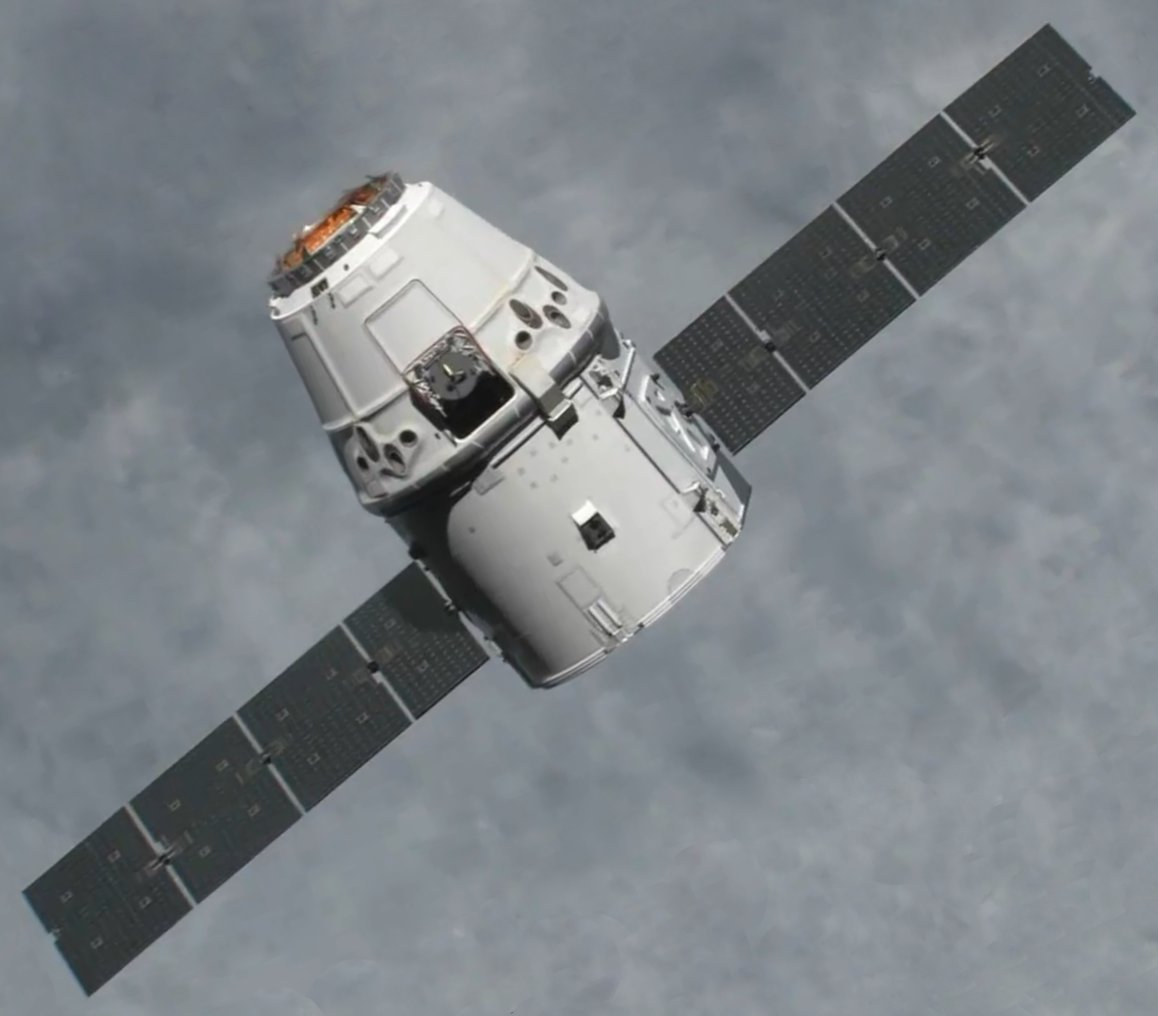
SpaceX公司的“龙”飞船于2012年5月25日到达国际空间站。
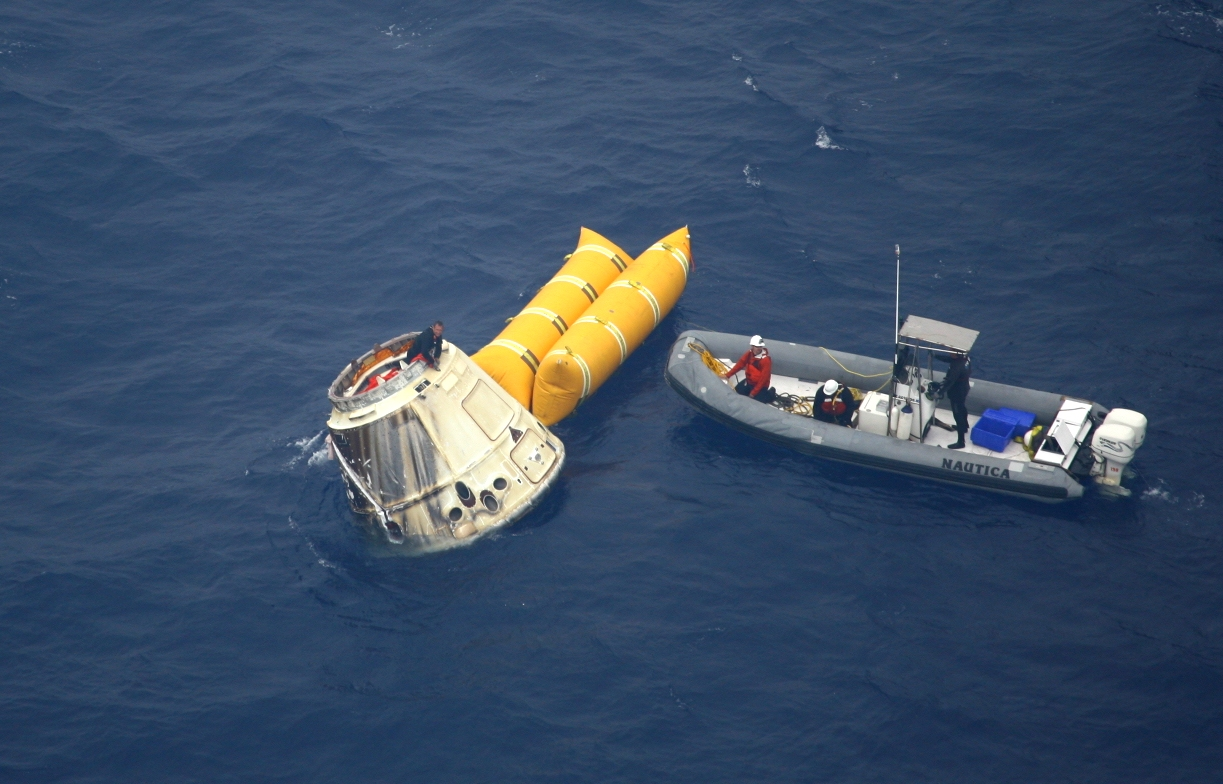
2012年5月31日潜水队固定返回的“龙”飞船。